# Axinidris nigripes
Axinidris nigripes är en myrart som beskrevs av Steven O. Shattuck 1991. Axinidris nigripes ingår i släktet Axinidris och familjen myror. Inga underarter finns listade.